# Verbena allenii
Verbena allenii är en verbenaväxtart som beskrevs av Harold Norman Moldenke. Verbena allenii ingår i släktet verbenor, och familjen verbenaväxter. Inga underarter finns listade i Catalogue of Life.